# Makoto Tateno
Makoto Tateno (jap. 立野 真琴, Tateno Makoto; * 23. März 19xx in Toyama), Künstlername: Shinjuku Tango (新宿タンゴ), ist eine japanische Manga-Zeichnerin.

## Biografie
Makoto Tateno machte ihren Abschluss an der Oberschule Toyama-Nord, später zog sie nach Tokio. Sie begann als Assistentin anderer Zeichner, zuletzt von Suzue Miuchi. 1986 wurde mit Yurarete Tamago Boys ihr erster eigener Manga im Magazin Hana to Yume veröffentlicht.
Zu Beginn schuf sie Werke des Shōjo-Genres, später wechselte sie zu Boys Love.

## Werke

### Mangas
- Yurarete Tamago Boys (ゆられてたまごBoys, 1986)
- But, Bad Boys! (BUT, BAD ボーイズ!, 1986, 1987)
- Katte ni Spark! (勝手にSPARK!, 1987)
- T.K Picaresque (T.K ピカレスク, 1988)
- Dancin’ U.S.A. (1988)
- Mix Down (ミックス・ダウン, 1989)
- Come on! (カモン!, 1989)
- D-Walk (1990–1993)
- Lecture (レクチャー, 1990)
- Stars (1992)
- Killer Street (キラー・ストリート, 1992)
- Chinmoku no tokishin (沈黙のトキシン, 1993)
- Sorya Naize Baby (そりゃないぜBABY, 1993–1997)
- Kami-sama wo Irunokai? (神さまはいるのかい?, 1993–1994)
- Mary Max! (マリィMAX!, 1998)
- Tsuki no Hoero! (月に吠えろ!, 1999)
- Tama Yori Hayaku!! (弾丸より疾く!!, 1999–2001)
- Card no Ō-sama (カードの王様, 1999–2004)
- Aoi Hitsuji no Yume (青い羊の夢, 2000)
- Hate to love you (キライ嫌いも Kirai Kiraimo, 2001)
- Yellow (2002–2004, 4 Bände)
- Yokan (予感, 2003)
- Akai Tenshi (赤い天使, 2004)
- Gyaku Kōsen (逆光線, 2004)
- Gekkō Densho (月虹伝書, 2004)
- 9th Sleep (2004)
- Akai Tenshi (赤い天使, 2004–2005, 2 Bände)
- Cute×Guy (キュートｘガイ, 2004–2006, 4 Bände)
- Kerai Seikatsu (家来生活, 2004)
- Ai to Okane (愛とお金, 2005)
- Hero Heel (HERO・HEEL 英雄と悪漢, 2005, 3 Bände)
- Steal Moon (スティール ムーン, 2006–2007)
- Ka Shin Fu (花信風, 2006)
- Martini for two (マティーニ攻略法 Martini Kōryakuhō, 2006)
- Blue Sheep Dream (青い羊の夢 Aoi Hitsuji no yume, 2006–2015, 9 Bände)
- Angelic Rune (エンジェリック・ルーン enjerikku rūn, 2007)
- Happy Boys (ハッピィ★ボーイズ, 2007–2008, 2 Bände)
- Prince Sapphire (立野真琴イラスト集 プリンス・サファイア Tateno Makoto Irasutosyu Prince Sapphire, 2008)
- Princess Ruby (立野真琴イラスト集 プリンセス・ルビー Tateno Makoto Irashutosyu Princess Ruby, 2008)
- See you in the School of the Muse (ミューズの学園で逢おう Myuzu no gakuen de aō, 2008–2010, 4 Bände)
- Yokan ex Noise (予感EXノイズ Yokan EX Noise, 2008)
- Cocktail Control (サイド・カー制御法 Side Car Seigyohō, 2008)
- The Kiss of Blood (今宵は君と血のキスを Koyoi ha kimito chino kisu wo, 2009)
- Romeo X Romeo (ロミオ×ロミオ Romeo x Romeo, 2010–2011, 2 Bände)
- Ninja 4 Life (鷹司家のニンジャ Takatsukasake no Ninja, 2011–2012, 2 Bände)
- Yellow / R (2011–2014, 2 Bände)
- How is Your Ex-Boyfriend? (別れた男はいかがですか? Wakareta Otoko wa Ikaga desu ka?, 2011)
- Diagnose: Liebe (とある外科医と内科医の。 To Aru Gekai to Naikai no, 2012)
- Therapie: Liebe (研修医は小悪魔と踊る Kenshūi wa Koakuma to Odoru, 2013)
- Shut up and sleep with me (抱かせてくれないか? Dakasete Kurenai ka?, 2013)

### Artbooks
- Illustrations – Prince Sapphire (2008)
- Illustrations – Princess Ruby (2008)